# Nati nel 1950/Giugno
| Questa pagina contiene informazioni ricavate automaticamente dalle voci biografiche con l'ausilio del template Bio e di un bot. L'aggiornamento è periodico e automatico e ricostruisce completamente la pagina. Se manca una persona in questa lista, sei pregato di non aggiungerla, ma accertati piuttosto che la sua voce biografica contenga il template Bio e che i dati anagrafici siano correttamente compilati. Se il template Bio manca, inseriscilo tu stesso o, in alternativa, metti l'avviso {{tmp\|Bio}} che ne segnala la mancanza. Se i dati riportati sono sbagliati, correggi direttamente la voce biografica; le modifiche saranno visibili in questa lista entro pochi giorni. Per chiarimenti vedi il progetto biografie. La lista contiene solo le 233 persone che sono citate nell'enciclopedia e per le quali è stato implementato correttamente il template Bio. Pagina aggiornata al 18 ago 2025. |

- 1º giugno - Tim Bishop, politico statunitense
- 1º giugno - Gemma Craven, attrice e cantante irlandese
- 1º giugno - Danilo Grossi, fumettista italiano
- 1º giugno - John M. Jackson, attore statunitense
- 1º giugno - Stefano Lepri, giornalista italiano
- 1º giugno - Gennadij Michajlovič Manakov, cosmonauta russo († 2019)
- 1º giugno - Michael McDowell, scrittore e sceneggiatore statunitense († 1999)
- 1º giugno - Juvencio Osorio, calciatore paraguaiano († 2023)
- 1º giugno - Furio Radin, politico croato
- 1º giugno - Tom Robinson, musicista, cantante e disc jockey britannico
- 1º giugno - Dennis Rofe, allenatore di calcio e ex calciatore inglese
- 2 giugno - Carmelo Carrara, politico e magistrato italiano
- 2 giugno - Joanna Gleason, attrice canadese
- 2 giugno - Roberto Octavio González Nieves, arcivescovo cattolico portoricano
- 2 giugno - Krzysztof Lang, regista e sceneggiatore polacco
- 2 giugno - Lee Wan-koo, politico sudcoreano († 2021)
- 2 giugno - Eyal Ofer, imprenditore israeliano
- 2 giugno - Momčilo Vukotić, allenatore di calcio e calciatore jugoslavo († 2021)
- 3 giugno - Jorge Benítez, allenatore di calcio e ex calciatore argentino
- 3 giugno - Paulo Branco, attore e produttore cinematografico portoghese
- 3 giugno - Santo Di Nuovo, psicologo italiano
- 3 giugno - Frédéric François, cantautore italiano
- 3 giugno - Patrick Jacquin, presbitero francese († 2018)
- 3 giugno - Pam Kruse, ex nuotatrice statunitense
- 3 giugno - Giovanni Lolli, politico italiano
- 3 giugno - Melissa Mathison, sceneggiatrice e produttrice cinematografica statunitense († 2015)
- 3 giugno - Maurizio Mattioli, attore, doppiatore e comico italiano
- 3 giugno - Giuseppina Maturani, politica italiana
- 3 giugno - Patrick Parizon, allenatore di calcio e ex calciatore francese
- 3 giugno - Suzi Quatro, bassista, cantante e attrice statunitense
- 3 giugno - Douglas Rodríguez, pugile cubano († 2012)
- 3 giugno - Deniece Williams, cantautrice e produttrice discografica statunitense
- 3 giugno - Robert Z'Dar, attore e produttore cinematografico statunitense († 2015)
- 4 giugno - Raymond Dumais, vescovo cattolico canadese († 2012)
- 4 giugno - Pierangelo Giovanolla, politico italiano († 2021)
- 4 giugno - Jan Anders Hovdan, ex calciatore norvegese
- 4 giugno - Dagmar Krause, cantante tedesca
- 4 giugno - Gheorghe Simionov, ex canoista rumeno
- 5 giugno - Daniel von Bargen, attore statunitense († 2015)
- 5 giugno - Adrian Cosma, pallamanista rumeno († 1996)
- 5 giugno - Washington Joseph, ex cestista brasiliano
- 5 giugno - Ho Chung Tao, artista marziale e attore taiwanese
- 5 giugno - Bruce Le, attore e artista marziale birmano
- 5 giugno - Malcolm Sinclair, attore inglese
- 5 giugno - Cesare Viganò, imprenditore e dirigente sportivo italiano
- 6 giugno - Chantal Akerman, regista, sceneggiatrice e artista belga († 2015)
- 6 giugno - Marilyn Corson-Whitney, ex nuotatrice canadese
- 6 giugno - Osvaldo Cortés, ex calciatore argentino
- 6 giugno - Paul Moukila, calciatore della Repubblica del Congo († 1992)
- 7 giugno - Brendan Bradley, ex calciatore nordirlandese
- 7 giugno - Howard Finkel, commentatore televisivo statunitense († 2020)
- 7 giugno - Gary Graham, attore statunitense († 2024)
- 7 giugno - Daniela Marzano, tennista e allenatrice di tennis italiana († 2017)
- 7 giugno - Giacomo Spissu, sindacalista e politico italiano
- 8 giugno - Kathy Baker, attrice e doppiatrice statunitense
- 8 giugno - Sônia Braga, attrice brasiliana
- 8 giugno - Nino De Vita, scrittore e poeta italiano
- 8 giugno - Vardan Militosyan, sollevatore sovietico († 2015)
- 8 giugno - Lindsay Sparkes, ex giocatrice di curling canadese
- 9 giugno - Trevor Bolder, bassista britannico († 2013)
- 9 giugno - Jaime Bonilla Valdez, politico e imprenditore messicano
- 9 giugno - Pietro Franzoso, politico italiano († 2011)
- 9 giugno - Giōrgos Kastrinakīs, ex cestista statunitense
- 9 giugno - Marek Ładniak, ex cestista polacco
- 9 giugno - Laura Trotter, attrice italiana
- 9 giugno - Jurij Ščekočichin, giornalista e scrittore sovietico († 2003)
- 10 giugno - Bernard Bonnejean, scrittore francese
- 10 giugno - Lawrence Borg, ex calciatore maltese
- 10 giugno - Juan Domecq, ex cestista cubano
- 10 giugno - Francesco Fiorentino, critico letterario e scrittore italiano
- 10 giugno - John Gianelli, ex cestista statunitense
- 10 giugno - Anna Jantar, cantante polacca († 1980)
- 10 giugno - Marcel Khalife, compositore e cantante libanese
- 10 giugno - Duncan McKenzie, ex calciatore inglese
- 10 giugno - Laurent Petitgirard, compositore e direttore d'orchestra francese
- 11 giugno - Ellie Daniel, ex nuotatrice statunitense
- 11 giugno - Terry Dolan, allenatore di calcio e ex calciatore inglese
- 11 giugno - Iceman Parsons, ex wrestler statunitense
- 11 giugno - Graham Russell, cantautore e chitarrista britannico
- 11 giugno - Pierre Sagna, ex cestista senegalese
- 11 giugno - Vanderlei Eustáquio de Oliveira, calciatore brasiliano († 2023)
- 12 giugno - Bun E. Carlos, batterista statunitense
- 12 giugno - Gianni Fochi, chimico, giornalista e divulgatore scientifico italiano
- 12 giugno - Giuseppe Gallo, politico italiano
- 12 giugno - Natalino Gottardo, allenatore di calcio e calciatore italiano († 2017)
- 12 giugno - Angelo Lauricella, politico italiano
- 12 giugno - Mario Negri, glottologo italiano
- 12 giugno - Slava Polunin, mimo russo
- 12 giugno - Eberhard Schmalzl, ex sciatore alpino italiano
- 13 giugno - Freddie Boyd, cestista statunitense († 2023)
- 13 giugno - Lynn Colella, ex nuotatrice statunitense
- 13 giugno - Judi Leinweber, ex sciatrice alpina canadese
- 13 giugno - John Sloboda, psicologo britannico
- 13 giugno - Chris Taylor, wrestler e lottatore statunitense († 1979)
- 13 giugno - Tanya Wilson, modella statunitense
- 13 giugno - Gerd Zewe, ex calciatore tedesco
- 14 giugno - Luigi Cagni, allenatore di calcio e ex calciatore italiano
- 14 giugno - Cosey, fumettista svizzero
- 14 giugno - Fred Hemmes, ex tennista olandese
- 14 giugno - Basílio do Nascimento, vescovo cattolico est-timorese († 2021)
- 14 giugno - Bianca Pomeranzi, attivista e saggista italiana († 2023)
- 14 giugno - Rowan Williams, arcivescovo anglicano e teologo britannico
- 15 giugno - Oscar Damiani, procuratore sportivo e ex calciatore italiano
- 15 giugno - Paolo Galletti, politico italiano
- 15 giugno - Ivan Golac, allenatore di calcio e ex calciatore croato
- 15 giugno - Alain Larrouquis, ex cestista francese
- 15 giugno - Lakshmi Mittal, imprenditore indiano
- 15 giugno - Gabriel Charles Palmer-Buckle, arcivescovo cattolico ghanese
- 15 giugno - Walter Piludu, politico italiano († 2016)
- 15 giugno - Rainer Sachse, ex calciatore tedesco orientale
- 15 giugno - Heidi Schüller, ex lunghista e ostacolista tedesca
- 15 giugno - István Szabó, ex canoista ungherese
- 15 giugno - Roberto Toppetta, giornalista, saggista e scrittore italiano
- 15 giugno - Jup Weber, politico lussemburghese († 2021)
- 16 giugno - Mithun Chakraborty, attore indiano
- 16 giugno - Antonio Citterio, designer e architetto italiano
- 16 giugno - Mickey Davis, ex cestista statunitense
- 16 giugno - Charles J. Dunlap, Jr., generale statunitense
- 16 giugno - Miguel Estrada, ex cestista spagnolo
- 16 giugno - Julio Losada, ex calciatore uruguaiano
- 16 giugno - Michel Lotito, showman francese († 2006)
- 16 giugno - Claudia Rivelli, ex modella italiana
- 17 giugno - Han Berger, allenatore di calcio olandese
- 17 giugno - William Patrick Callahan, vescovo cattolico statunitense
- 17 giugno - Uolevi Kahelin, ex sollevatore finlandese
- 17 giugno - Rudolf Mang, sollevatore tedesco († 2018)
- 17 giugno - Lee Tamahori, regista neozelandese
- 17 giugno - Tengku Sulaiman Shah, principe e imprenditore malese
- 18 giugno - Emilio Bolles, produttore cinematografico italiano
- 18 giugno - Ann Marie Di Mambro, scrittrice e drammaturga scozzese
- 18 giugno - Annelie Ehrhardt, ostacolista tedesca († 2024)
- 18 giugno - Ghafour Jahani, ex calciatore iraniano
- 18 giugno - Mike Johanns, politico e avvocato statunitense
- 18 giugno - Fulco Lanchester, costituzionalista e saggista italiano
- 18 giugno - Ugo Russo, giornalista e cantante italiano
- 18 giugno - Luigi Zarcone, mezzofondista italiano († 2001)
- 19 giugno - Gian Paolo Landi di Chiavenna, politico italiano
- 19 giugno - Ray Lovelock, attore e cantante italiano († 2017)
- 19 giugno - Daria Nicolodi, attrice e sceneggiatrice italiana († 2020)
- 19 giugno - Manolo Pelissero, ex pallavolista italiano
- 19 giugno - Dave Reavis, ex giocatore di football americano statunitense
- 19 giugno - Karmenu Vella, politico maltese
- 19 giugno - Ann Wilson, cantante, polistrumentista e compositrice statunitense
- 20 giugno - Rocco Abate, compositore e flautista italiano
- 20 giugno - Don Beyer, politico e ambasciatore statunitense
- 20 giugno - Gillian Gilks, ex giocatrice di badminton britannica
- 20 giugno - Les Gold, imprenditore e personaggio televisivo statunitense
- 20 giugno - Gudrun Landgrebe, attrice tedesca
- 20 giugno - Alan Merrick, ex calciatore inglese
- 20 giugno - Nuri al-Maliki, politico iracheno
- 20 giugno - Dominique Sinsoilliez, ex cestista francese
- 21 giugno - Luis Obdulio Arroyo Navarro, religioso guatemalteco († 1981)
- 21 giugno - Anne Carson, poetessa, saggista e traduttrice canadese
- 21 giugno - Modesto De Silvestro, ex combinatista nordico italiano
- 21 giugno - Joey Kramer, batterista statunitense
- 21 giugno - Gérard Lanvin, attore francese
- 21 giugno - Jacques Lelievre, fumettista e sceneggiatore francese
- 21 giugno - Ron Low, allenatore di hockey su ghiaccio e ex hockeista su ghiaccio canadese
- 21 giugno - Carlo Alberto Neri, pianista, direttore d'orchestra e compositore italiano († 2025)
- 21 giugno - Enn Reitel, attore scozzese
- 21 giugno - Luigi Sanseverino, allenatore di calcio e ex calciatore italiano
- 21 giugno - John Paul Young, cantante australiano
- 22 giugno - Jean-Marie Bockel, politico francese
- 22 giugno - Joe Galullo, chitarrista italiano
- 22 giugno - Benedict Gross, matematico statunitense
- 22 giugno - Klaus Kopp, ex bobbista tedesco
- 22 giugno - Adrian Năstase, politico e giurista rumeno
- 22 giugno - Tyler Palmer, ex sciatore alpino statunitense
- 22 giugno - Elena Ščapova, modella e scrittrice russa
- 22 giugno - Alicja Żbikowska, ex cestista polacca
- 23 giugno - Jean-Patrice Brosse, clavicembalista e organista francese († 2021)
- 23 giugno - Dave Butz, giocatore di football americano statunitense († 2022)
- 23 giugno - Pat Cleveland, modella statunitense
- 23 giugno - Nasrollah Dehnavi, ex sollevatore iraniano
- 23 giugno - Michel Delacroix, politico belga
- 23 giugno - Pavel Gililov, pianista ucraino
- 23 giugno - John Katzenbach, scrittore e giornalista statunitense
- 23 giugno - Marco Luzzago, religioso, dirigente d'azienda e medico italiano († 2022)
- 23 giugno - Martin O'Hagan, giornalista irlandese († 2001)
- 23 giugno - Orani João Tempesta, cardinale e arcivescovo cattolico brasiliano
- 23 giugno - John Thattumkal, vescovo cattolico indiano
- 23 giugno - Geraldine Turner, attrice australiana
- 24 giugno - Nancy Allen, attrice statunitense
- 24 giugno - Alfredo Gavazzi, imprenditore, dirigente sportivo e politico italiano († 2022)
- 24 giugno - Alain Harel, vescovo cattolico mauriziano
- 24 giugno - Mercedes Lackey, scrittrice statunitense
- 24 giugno - Janet Farrar, saggista britannica
- 24 giugno - Moshe Ya'alon, politico e generale israeliano
- 25 giugno - Tat'jana Averina, pattinatrice di velocità su ghiaccio sovietica († 2001)
- 25 giugno - Thomas Jefferson Byrd, attore statunitense († 2020)
- 25 giugno - Giovanni Licheri, scenografo italiano
- 25 giugno - Gianfranco Platto, ex calciatore italiano
- 25 giugno - Marcello Toninelli, fumettista italiano
- 25 giugno - Patrizia Viotti, attrice e modella italiana († 1994)
- 26 giugno - Bruno Bastianoni, ex cestista italiano
- 26 giugno - Michael Paul Chan, attore statunitense
- 26 giugno - Tom DeFalco, fumettista e curatore editoriale statunitense
- 26 giugno - Paride Dioli, entomologo, scrittore e giornalista italiano
- 26 giugno - Paolo Fadda, politico italiano
- 26 giugno - Scott Farrar, effettista statunitense
- 26 giugno - Enrique Miguel Martín, calciatore spagnolo († 2021)
- 26 giugno - Antonio Ricci, autore televisivo italiano
- 26 giugno - Umberto Smaila, attore, cabarettista e musicista italiano
- 26 giugno - Giorgio Tesser, generale italiano
- 27 giugno - Antonio Cherio, politico italiano
- 27 giugno - James Daughton, attore statunitense
- 27 giugno - István Kovács, ex lottatore ungherese
- 27 giugno - Enrico Maggi, doppiatore e attore teatrale italiano
- 27 giugno - Ken Marshall, attore e produttore cinematografico statunitense
- 27 giugno - Mário Palma, allenatore di pallacanestro portoghese
- 27 giugno - Ben Peterson, ex lottatore statunitense
- 28 giugno - Bruno Bigoni, regista, sceneggiatore e produttore cinematografico italiano
- 28 giugno - Marco Columbro, attore e conduttore televisivo italiano
- 28 giugno - Gary Habermas, filosofo e teologo statunitense
- 28 giugno - Aleksandr Korneljuk, ex velocista sovietico
- 28 giugno - Antonio Lotierzo, poeta, scrittore e saggista italiano
- 28 giugno - Mauricio Rojas, economista e politico svedese
- 28 giugno - Martin Schumacher, statistico tedesco
- 28 giugno - Nobuhiro Tajima, pilota automobilistico e pilota di rally giapponese
- 28 giugno - Raffaele Torella, indologo e storico delle religioni italiano
- 29 giugno - Jo Ann Davis, politica statunitense († 2007)
- 29 giugno - Robert Elsie, antropologo canadese († 2017)
- 29 giugno - Pier Paolo Gasperoni, politico sammarinese († 1997)
- 29 giugno - Serginho Groisman, conduttore televisivo, giornalista e produttore teatrale brasiliano
- 29 giugno - Lucia Hippolito, giornalista, personaggio televisivo e politologa brasiliana († 2023)
- 29 giugno - Mike Richardson, editore, produttore cinematografico e fumettista statunitense
- 30 giugno - Monica Kristensen Solås, meteorologa, fisica e scrittrice norvegese
- 30 giugno - Paolo Lorenzini, ex fondista italiano
- 30 giugno - Francesco Pigozzo, ex canottiere italiano
- 30 giugno - Carlos Recinos, allenatore di calcio e ex calciatore salvadoregno
- 30 giugno - Raffaele Stancanelli, politico italiano
- 30 giugno - Leonard Whiting, attore britannico
- 30 giugno - Luigi Zocchi, politico italiano